# Kovács János-építőbrigád
A Komlói Építőipari Vállalat öt munkatársa (Kovács János-építőbrigád) 1950-ben megosztva megkapta a Kossuth-díj ezüst fokozatát, az indoklás szerint „átlagosan 603 százalékos és a munkaversenyben 2384 százalékig emelkedő teljesítményükért.”
A munkaközösség tagja volt:
- Bátai Ilona (Horváth Jánosné, 1934–) építőipari munkás, habarcshordó
- Czukor Anna (más forrás szerint Cukor Anna; Tóth Győzőné, 1932–2008) építőipari munkás, téglaadagoló [2]
- Kovács János (1928–1992) kőműves, brigádvezető
- Márki Lajos (1921–1996) kőműves, habarcsterítő
- Suszter Irén (Dániel Ferencné, 1930–1964) építőipari munkás, habarcshordó

Czukor Anna részt vett a sztahanovista mozgalomban, 1950-ben felszólalt a sztahanovisták országos tanácskozásán, ahol a nők egyenjogúságáról beszélt.